# بخش بلندن (شهرستان فرانکلین، اوهایو)
بخش بلندن (به انگلیسی: Blendon Township) یک منطقهٔ مسکونی در ایالات متحده آمریکا است که در شهرستان فرانکلین، اوهایو واقع شده‌است.
 بخش بلندن  ۹٬۰۶۹ نفر جمعیت دارد و ۲۵۶ متر بالاتر از سطح دریا واقع شده‌است.